# Francisco Nieto
Francisco Nieto Sánchez, né le 28 août 1948 à Baza (province de Grenade, Espagne), est un footballeur espagnol qui évoluait au poste d'attaquant.

## Carrière
Francisco Nieto débute en première division espagnole lors de la saison 1968-1969 avec le FC Barcelone. Il joue trois matchs de championnat et marque un but.
Entre 1970 et 1974, il joue au Rayo Vallecano en deuxième division (117 matchs joués).